# Artur Alves dos Reis
Artur Virgílio Alves Reis (Lisboa, 8 de setembro de 1896 – Lisboa, 9 de julho de 1955) foi um criminoso português. Ficou conhecido pelo crime da maior falsificação de notas da história, em 1925. Ademais, falsificou documentos e assinatura, comprou ações de forma ilegal, além de ter passado cheques sem fundo. Alves Reis, chegou a ter 1% do PIB português, á moeda atual, tinha cinco mil milhões de euros, o que provocou um colapso no sistema financeiro.

## Primeiros anos e estudos

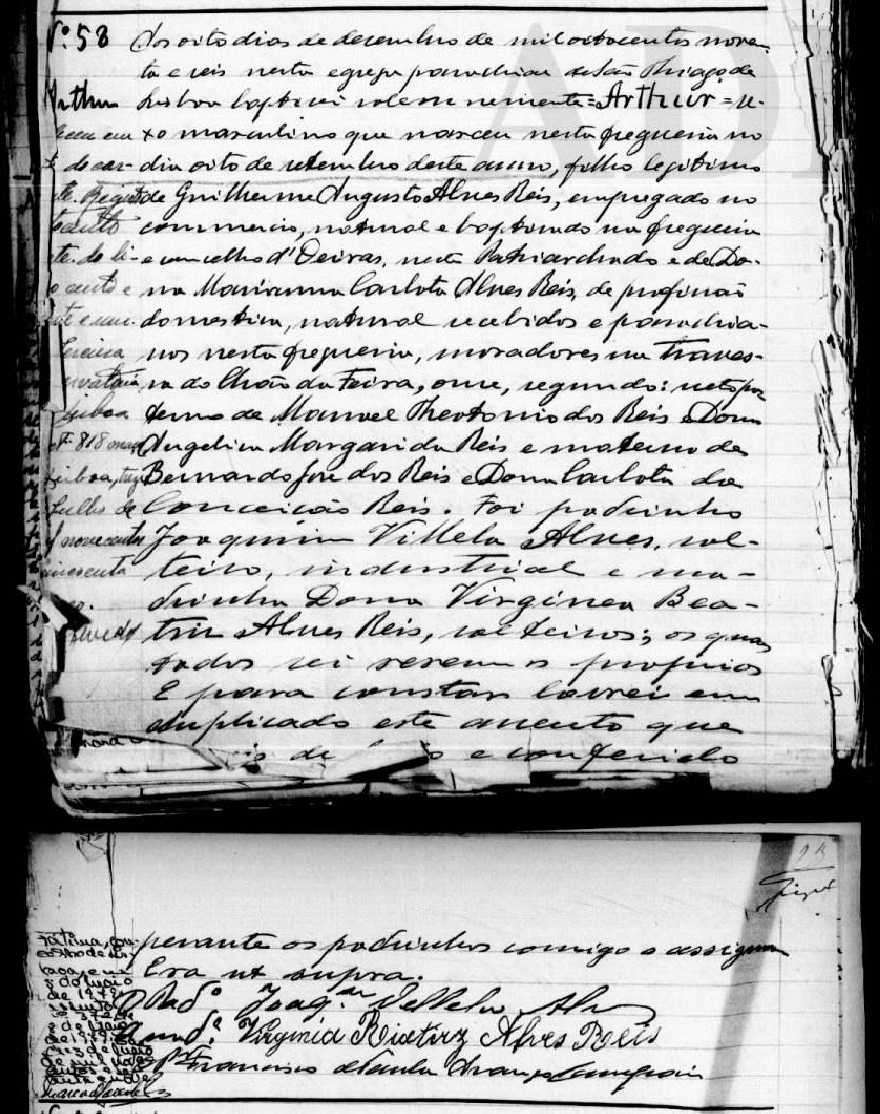
Assento de baptismo de Alves Reis, datado de 8 de dezembro de 1896. Paróquia de Santiago, Lisboa.

Nascido no seio de uma família modesta, Artur Virgílio Alves Reis nasceu em Lisboa, na freguesia de Santiago, no 2.º andar do número 11 do Largo do Chão da Feira, em pleno bairro de Alfama, em 8 de setembro de 1896. O pai, Guilherme Augusto Alves Reis (embora, na série biográfica da RTP ele se chame Carlos), era cangalheiro e teve graves problemas financeiros, acabando por ser declarado insolvente, a mãe, Mariana Carlota Reis, era doméstica.
Alves Reis quis estudar engenharia. Efectivamente, começou o primeiro ano do curso, mas abandonou-o para casar, a 28 de agosto de 1916, em Lisboa, com Maria Luísa Jacobetty de Azevedo (1895-1951), no mesmo ano em que a casa comercial do pai faliu. Deste casamento nasceram três filhos: Guilherme Joaquim, Luís Filipe e José Luís Alves Reis.
No mesmo ano, emigrou para Angola, para tentar fazer fortuna e assim escapar às humilhações que lhe eram impostas pela abastada família de Luísa, devido à diferença de condição social. Começou como funcionário público nas obras públicas de esgotos. Para ir para Angola, fez-se passar por engenheiro, depois de ter falsificado o diploma de Oxford, aliás de uma escola politécnica de engenharia que nem sequer existia: a Polytechnic School of Engineering. De acordo com esse diploma falsificado, teria estudos de ciência da engenharia, geologia, geometria, física, metalurgia, matemática pura, paleografia, engenharia eléctrica e mecânica, mecânica e física aplicadas, engenharia civil geral, engenharia civil e mecânica, engenharia geral, design mecânico e civil.[carece de fontes?]
Com um cheque sem cobertura, comprou a maioria das acções da companhia dos Caminhos de Ferro Transafricanos de Angola, em Moçâmedes.

## O caso Ambaca
De volta a Lisboa em 1922, comprou uma empresa de revenda de automóveis americanos. Depois tentou apoderar-se da Companhia Ambaca. Para o conseguir, passou cheques sem cobertura e usou depois o dinheiro da própria Ambaca para cobrir os cheques sobre a sua conta pessoal. No total, apropriou-se ilegitimamente de 100 mil dólares americanos. Com esse dinheiro comprou também a Companhia Mineira do Sul de Angola. No entanto, antes de controlar toda a companhia, foi descoberto e preso no Porto, em julho de 1924, por desfalque. Foi acusado também de tráfico de armas.

## O caso das notas Vasco da Gama

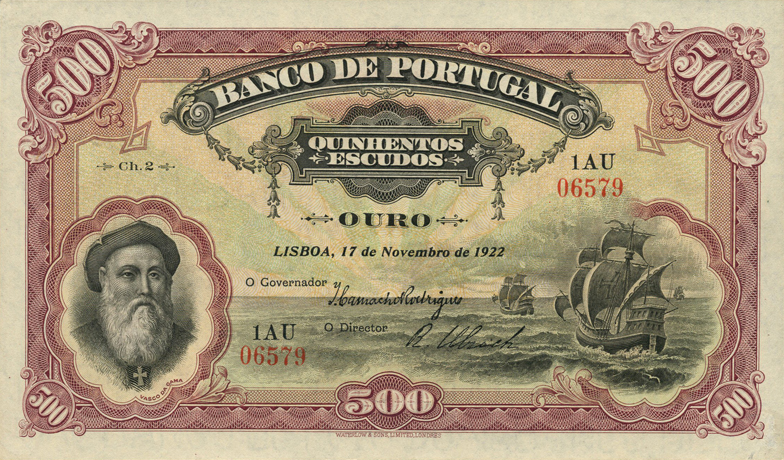
Uma das notas fraudulentas

Foi durante o tempo da prisão (só esteve preso 54 dias e foi libertado em 27 de agosto de 1924 por pormenores processuais) que concebeu o seu plano mais ousado. A sua ideia era falsificar um contrato em nome do Banco de Portugal, o banco central emissor de moeda, e que na altura era uma instituição parcialmente privada, que lhe permitiria obter notas ilegítimas mas impressas numa empresa legítima e com a mesma qualidade das verdadeiras.
Em 1924, Alves Reis contactou vários cúmplices e outros colaboradores de boa-fé para pôr o seu plano em marcha. Entre os seus cúmplices e colaboradores encontrava-se o financeiro holandês Karel Marang van Ijsselveere; Adolph Hennies, um espião alemão; Adriano Silva; Moura Coutinho; Manuel Roquette e especialmente José Bandeira. Um pormenor importante era que José Bandeira era irmão de António Bandeira, o embaixador português em Haia.
Alves Reis preparou um contrato fictício e conseguiu que este contrato fosse reconhecido notarialmente. Através de José Bandeira, obteve também a assinatura de António Bandeira. Conseguiu ainda que o seu contrato fosse validado pelos consulados da Inglaterra, da Alemanha e França. Traduziu o contrato em francês e falsificou assinaturas da administração do Banco de Portugal.
Através de Karel Marang, dirigiu-se a uma empresa de papel-moeda holandesa, mas esta remeteu-os para a empresa britânica Waterlow & Sons Limited de Londres, que era efectivamente a casa impressora do Banco de Portugal. Em 4 de dezembro de 1924, Marang explicou a sir William Waterlow que, por razões políticas, todos os contactos ligados à impressão das novas notas deveriam ser feitos com a maior das discrições. O alegado objectivo das notas era conceder um grande empréstimo para o desenvolvimento de Angola. Cartas do Banco de Portugal para a Waterlow & Sons Limited foram também falsificadas por Alves Reis. William Waterlow escreveu uma carta confidencial ao governador do Banco de Portugal Inocêncio Camacho Rodrigues em que referia os contactos com Marang. Mas, aparentemente, a carta extraviou-se.
No caderno de encargos de impressão das notas, estipulava-se que estas viriam a ter posteriormente a sobrecarga Angola dado que, como se disse acima, alegadamente se destinariam a circular aí. Por essa razão, as notas tinham números de série de notas já em circulação em Portugal.
Waterlow & Sons Limited imprimiu assim 200 mil notas de valor nominal 500 escudos (no total quase 1% do PIB português de então), efígie Vasco da Gama chapa 2, com a data de 17 de novembro de 1922. O número total de notas falsas de 500 escudos era quase tão elevado como o de notas legítimas. A primeira entrega teve lugar em fevereiro de 1925, curiosamente cerca de um ano depois de as notas verdadeiras de 500 escudos, efígie Vasco da Gama terem começado a circular. As notas passavam de Inglaterra a Portugal, com a ajuda dos seus cúmplices, José Bandeira, que utilizava as vantagens diplomáticas de seu irmão, Karel Marang e ligações ao cônsul da Libéria em Londres.

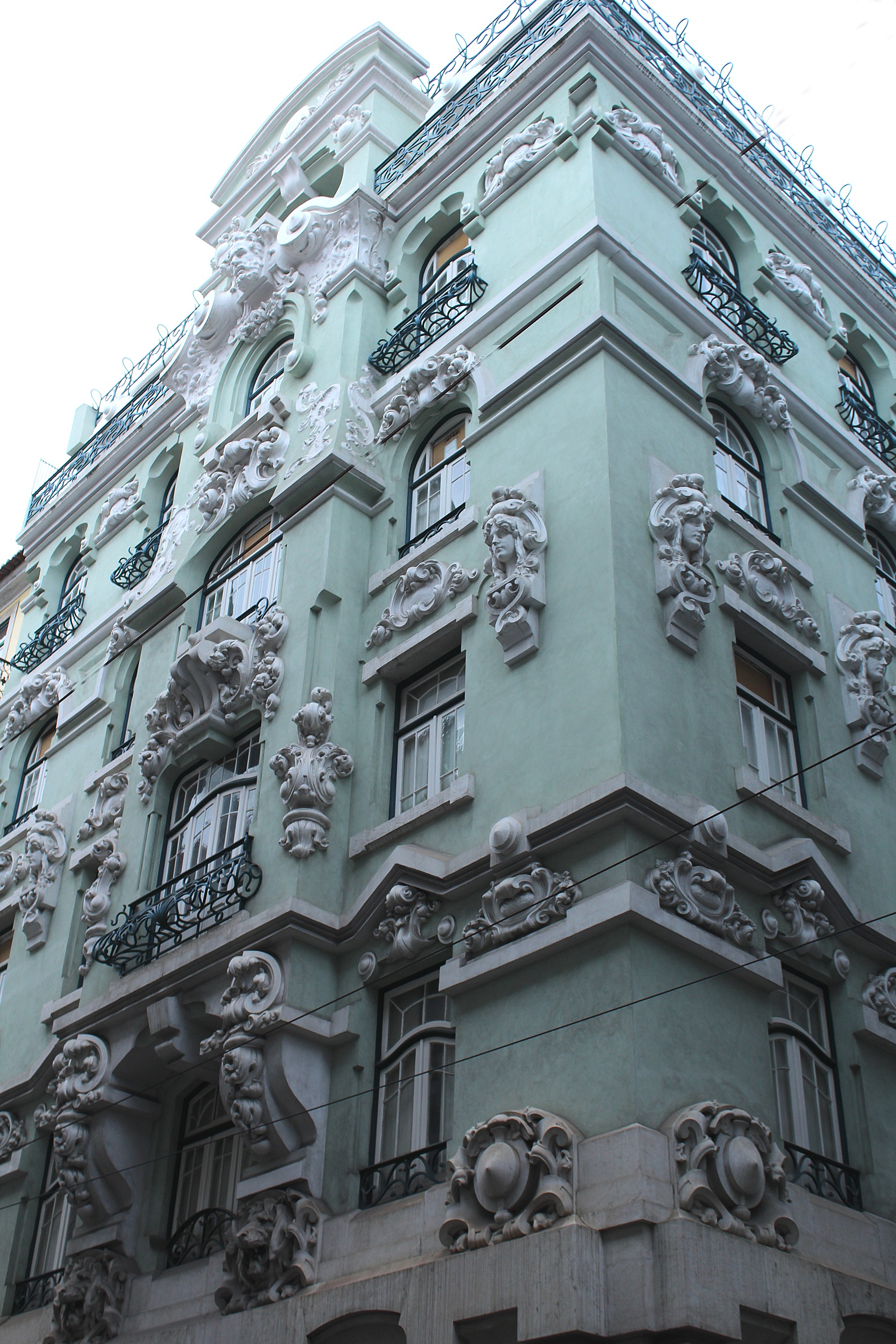
Antiga sede do Banco de Angola e Metrópole em Lisboa

Alves Reis, embora o mentor da fraude e o falsificador de todos os documentos, ficava com 25% das notas. Ainda assim, com esse dinheiro fundou o Banco de Angola e Metrópole em junho de 1925. Para obter o alvará de abertura deste banco, recorreu também a diversas outras falsificações. Investiu na bolsa de valores e no mercado de câmbios. Comprou também o Palácio do Menino de Ouro (actualmente o edifício em Lisboa do British Council) ao milionário Luís Fernandes. Adquiriu três quintas e uma frota de táxis. Além disso, gastou uma avultadíssima soma em jóias e roupas caras para a sua mulher quando das estadias em Paris no Hotel Claridge, e para a amante de José Bandeira, Fie Carelsen, uma actriz holandesa. Compraram um fantástico Hispano-Suiza. Tentou também comprar o Diário de Notícias.
O objectivo de Alves Reis era afinal comprar acções, e conseguir controlar o próprio Banco de Portugal, de forma a cobrir as falsificações e abafar qualquer investigação. Durante o Verão de 1925, directamente ou através de diversos "testa-de-ferro",  comprou 7.000 acções do Banco de Portugal. No final de Setembro, já tinha 9.000 acções, e no final de Novembro, 10.000. Seriam necessárias 45.000 acções para controlar o banco central.

### Burla revelada

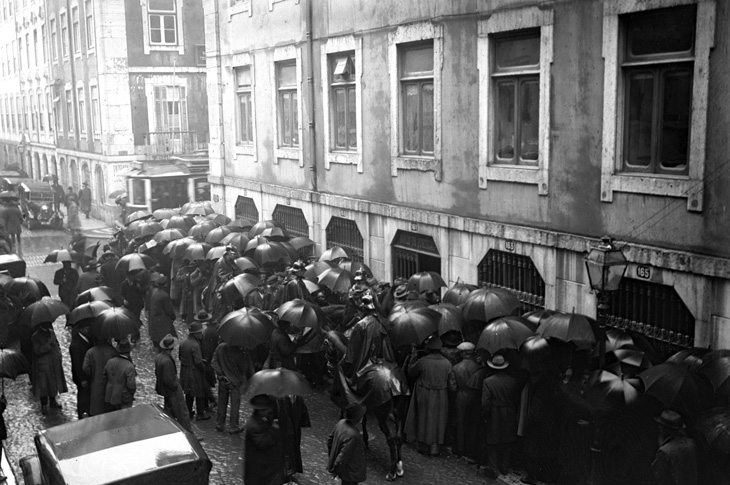
Filas no exterior do edifício do Banco de Portugal em Lisboa para trocar as notas fraudulentas (8 de dezembro de 1925)

Ao longo de 1925 começaram a surgir rumores de notas falsas, mas os especialistas de contrafacção dos bancos não detectaram nenhuma nota que parecesse falsa. A partir de 23 de novembro de 1925, Alves Reis e os negócios pouco transparentes do Banco de Angola e Metrópole começam a atrair a curiosidade dos jornalistas de O Século, o mais importante diário português de então. O que os jornalistas tentavam perceber era como era possível que o Banco de Angola e Metrópole concedesse empréstimos a taxas de juro baixas, sem precisar de receber depósitos. Inicialmente pensou-se que se tratava de uma táctica alemã para perturbar o país e obter vantagens junto da colónia angolana.
A burla é publicamente revelada em 5 de dezembro de 1925 nas páginas de O Século. No dia anterior, o Banco de Portugal enviara para o Porto o inspector do Conselho do Comércio Bancário João Teixeira Direito para investigar os vultosos depósitos pelo Banco de Angola e Metrópole em notas de 500$ novas na firma cambista Pinto da Cunha. Só a altas horas conseguem detectar uma nota duplicada, com o mesmo número de série, nos cofres da delegação do Porto do Banco Angola e Metrópole. Depois, como são dadas instruções para que as agências bancárias ponham as notas em cofre por ordem de número, para controlar duplicações, muitas mais notas com números repetidos apareceram.
O património do Banco de Angola e Metrópole foi confiscado e obtidas provas junto da Waterlow & Sons Limited. Alves Reis é preso a 6 de dezembro, quando se encontrava a bordo do "Adolph Woerman" ao regressar de Angola. Tinha 27 anos no momento da prisão. Adolph Hennies, que estava consigo, fugiu. A maior parte dos seus cúmplices também foram identificados e presos.

## Julgamento, prisão e últimos anos
Alves Reis esteve preso, aguardando julgamento, desde 6 de dezembro de 1925 até 8 de maio de 1930. Durante esse tempo conseguiu convencer um juiz de instrução de que a própria administração do Banco de Portugal estava implicada na fraude, tendo falsificado documentos na prisão e tentado suicidar-se. Mesmo no primeiro caso, o de Ambaca, ele conseguiu enganar o juiz. Burla, falsificações e desfalques foram três crimes que Alves Reis cometeu para conseguir uma fortuna. A sua mulher, Maria Luísa Jacobetty de Azevedo, foi presa um ano mais tarde, em agosto de 1926, devido às jóias compradas pelo seu marido terem sido pagas com as notas falsas, sendo condenada a pagar 5000 contos.  
Alves Reis foi finalmente julgado, aos 32 anos de idade, em Lisboa no Tribunal de Santa Clara em Maio de 1930, e condenado a 20 anos: 8 de prisão e 12 de degredo ou, em alternativa, 25 anos de degredo. Durante o julgamento, alegou que o seu objectivo era simplesmente desenvolver Angola. Foi preso três anos antes do começo da era do Estado Novo. Na prisão, converteu-se ao protestantismo. Foi libertado em maio de 1945, já durante a era do Estado Novo e no período final da Segunda Guerra Mundial. A sua mulher, Maria Luísa Jacobetty de Azevedo, falece a 20 de agosto de 1951. 
Foi-lhe oferecido um emprego de empregado bancário, mas recusou. Mesmo depois da maior fraude da história portuguesa, este campeão das ilegalidades voltou a reincidir, quando a 12 de fevereiro de 1952, sete anos depois de sair da prisão, burlou em 60 mil escudos (299,27 euros) um negociante de Lisboa, a quem prometera 6400 arrobas de café angolano, inexistentes. Mas já não cumpre pena, pois morre de enfarte do miocárdio em 9 de julho de 1955, aos 58 anos, sem fortuna, em casa, no 1.º andar do número 71 da Rua Latino Coelho, em Lisboa, freguesia de São Sebastião da Pedreira. Foi enterrado no Cemitério do Alto de São João, na sua cidade natal.
José Bandeira teve idêntica condenação e também morreu na miséria. Hennies fugiu para a Alemanha. Reapareceu mais tarde, sob o seu verdadeiro nome, Hans Döring. Também morreu desprovido de dinheiro. Karel Marang foi preso e julgado na Holanda, mas sentenciado apenas a 11 meses de cadeia. Posteriormente, naturalizou-se francês e terminou os seus dias, muito rico, em Cannes. 

## Epílogo
O escudo, a moeda portuguesa, teve perturbações cambiais e perdeu muito da sua credibilidade. As notas de 500 escudos começaram a ser retiradas de circulação a 7 de dezembro de 1925.
A 6 de dezembro, o Banco de Portugal ordenou a retirada de circulação de todas as notas de 500 escudos. Inicialmente a troca das notas foi autorizada até 26 de dezembro. Durante estes 20 dias, saíram de circulação 115 mil notas legítimas ou não. No entanto, em abril de 1932, o Banco de Portugal determinou que fossem abonadas aos portadores de reconhecida boa fé as notas de 500 escudos (…), quer sejam autênticas, quer façam parte das que foram entregues por Waterlow & Sons a Marang e seus cúmplices. Isso implicou um enorme prejuízo para o Banco Central.
Na verdade, um pequeno grupo de notas — a que se veio a chamar notas camarão — foram recusadas para troca pelo Banco de Portugal. O nome provinha de terem sido banhadas numa solução de ácido cítrico, com o objectivo de as livrar do cheiro de tinta fresca. O resultado foi uma ligeira descoloração, resultando numa cor semelhante ao daquele marisco.
De acordo com a lei portuguesa, as notas retiradas de circulação em 1925 puderam ser trocadas no Banco de Portugal até 1995. Naturalmente que esta prescrição não era relevante dado que o valor de colecção das notas (legítimas e falsas) a partir dos anos 50 passou a ser muito superior ao seu valor facial.
A fraude criou uma enorme crise de confiança na população em relação aos poderes públicos. Embora os desenvolvimentos desse período tenham sido complexos, essa crise pode ter facilitado a revolução de 28 de Maio de 1926, que derrubou o presidente da República Bernardino Machado e deu origem à ditadura e, a partir de 1933, ao Estado Novo de Salazar.
Também causou como consequência a substituição do Escudo angolano pelo Angolar, sendo que as notas anteriores emitidas em Escudos foram trocadas por Angolares na razão de 5 Escudos angolanos por 4 Angolares, sendo o Angolar mantido em paridade com o Escudo português. O Escudo angolano só viria a ser reintroduzido em Angola na década de 1950, na razão de um Angolar por Escudo.
O Banco de Portugal processou a Waterlow & Sons nos tribunais londrinos: um dos mais complexos casos da história judiciária britânica até então. Sir William Waterlow foi demitido de presidente da casa impressora em julho de 1927. Em 1929, foi eleito presidente da câmara (mayor) de Londres. O caso foi resolvido em 28 de abril de 1932. A mesma pagou uma indenização ao Banco de Portugal e faliu.
Em 27 de outubro de 2005 decorreu um leilão com algumas das notas falsas de Alves Reis com base de licitação estimada no valor de 6500 euros.

## Adaptações
Em 2000, a história de Alves Reis foi adaptada para série televisiva dramática de 50 episódios por Francisco Moita Flores, sob o título Alves Reis, um Seu Criado, e transmitida pela RTP, com os actores Rui Luís Brás, Sofia Duarte Silva, Gonçalo Waddington, Henrique Viana, Carmen Santos, Anabela Teixeira, Rui Mendes, Sofia Sá da Bandeira, Armando Cortez, Filomena Gonçalves, Philippe Leroux, entre outros. 
Já em 1974, a televisão italiana RAI tinha dedicado a Alves Reis uma mini-série intitulada Accadde a Lisbona. Alves Reis foi interpretado pelo actor siciliano Paolo Stoppa. 